# Am Treptower Park 28–30

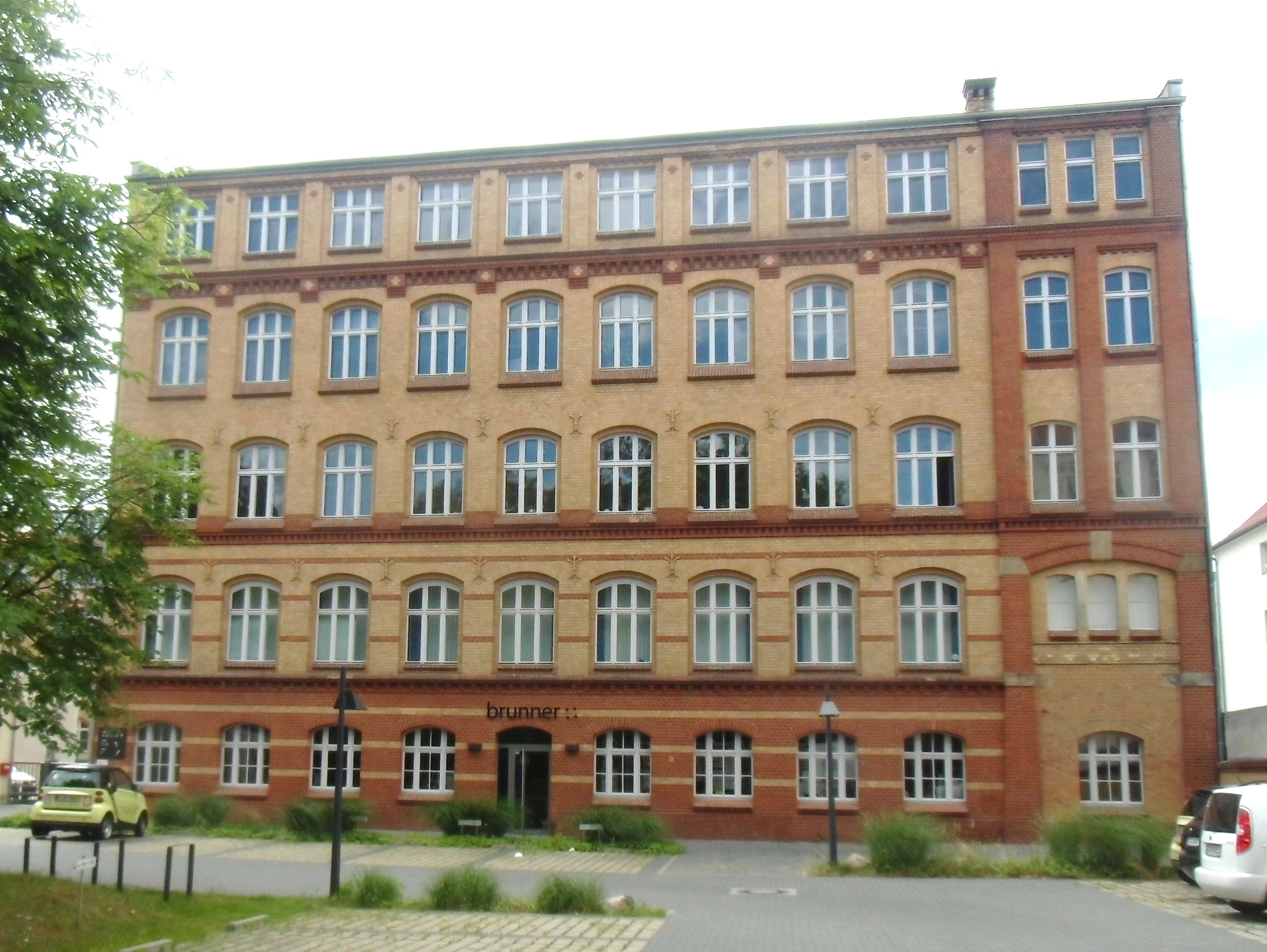
Am Treptower Park 28–30

Am Treptower Park 28–30 ist ein denkmalgeschützter Gebäudekomplex im Berliner Ortsteil Plänterwald. Er wurde zwischen 1894 und 1903 für die Elektrizitäts-Aktiengesellschaft Schuckert & Co. und weitere Firmen gebaut, und von 1951 bis 1991 vom Verlag Tribüne der Gewerkschaft FDGB genutzt. In der Gegenwart ist es ein Geschäftskomplex mit verschiedenen Unternehmen.

## Geschichte
Ab 1894 wurden mehrere Gebäude für die Elektrizitäts-Werke ehemals Schuckert & Co. aus Nürnberg und weitere Firmen gebaut. Ab 1903 war wahrscheinlich Siemens neuer Eigentümer.
Nach 1945 kam der Gebäudekomplex zunächst an die Druckerei Vorwärts der SED. 1951 wurde er an den Freien Deutschen Gewerkschaftsbund (FDGB) übergeben und seitdem von diesem als Sitz und Druckhaus des eigenen Verlags Tribüne genutzt.
Im September 1990 wurde dieser in Treptower Verlagshaus umbenannt. Im Juli 1991 wurde die West-Berliner Mediengruppe Schmidt & Partner die alleinige Eigentümerin. Im Oktober 1991 wurde der Verlag geschlossen und alle 80 Mitarbeiter entlassen.
Seit 1992 wird der Gebäudekomplex als Treptower Druckhaus von einigen kleinen Verlagen und Druckereien sowie weiteren Unternehmen genutzt. Von 2004 bis 2011 wurde er von der Druckhaus am Treptower Park GmbH betrieben.

## Anlage
Der Gebäudekomplex besteht aus einem viergeschossigen Hauptgebäude und mehreren kleineren Nebengebäuden, die alle mit Ziegel- oder Klinkersteinen erbaut wurden. Er ist in der äußeren Bausubstanz weitgehend original erhalten bzw. originalgetreu restauriert.